# Drepanophorus crassus
Drepanophorus crassus är en djurart som tillhör fylumet slemmaskar, och. Drepanophorus crassus ingår i släktet Drepanophorus och familjen Drepanophoridae.

## Underarter
Arten delas in i följande underarter:
- D. c. crassus
- D. c. nisidensis